# Meridarchis excisa
Meridarchis excisa is een vlinder uit de familie van de Carposinidae. De wetenschappelijke naam van de soort is voor het eerst geldig gepubliceerd in 1900 door Walsingham.